# Atos

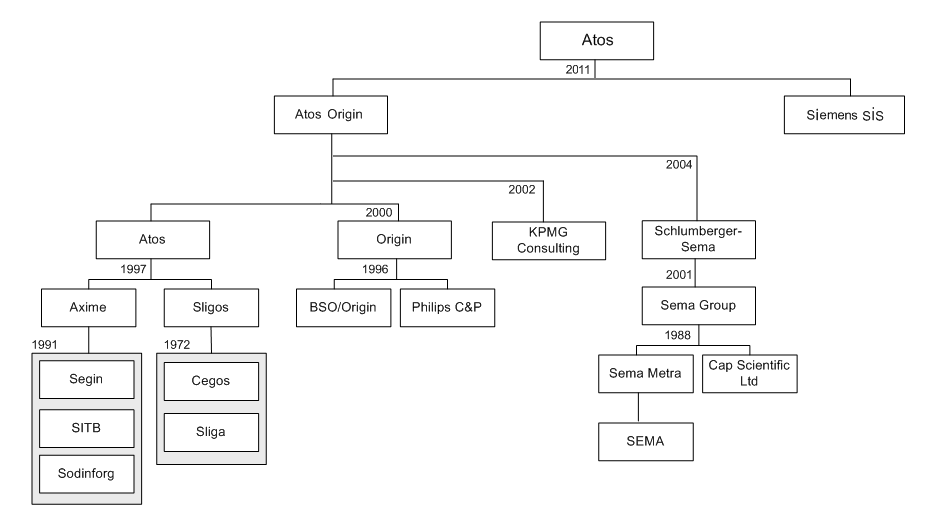
De acquisitiehistorie van Atos tot 2012

Atos is een Frans IT-bedrijf dat zich bezighoudt met systeemontwikkeling en consultancy.

## Activiteiten
Atos heeft 111.000 werknemers (2022) verspreid in 69 landen. Het zwaartepunt van de activiteiten ligt in Europa, hier wordt ongeveer drie kwart van de omzet gerealiseerd, en de rest wordt behaald in Noord-Amerika. De omzet in 2023 was bijna 11 miljard euro.
Atos bestaat uit twee onderdelen, die in 2023 ongeveer even groot zijn gemeten naar de omzet:
- Tech Foundations: is actief onder de naam Atos en telt 48.000 medewerkers in 69 landen.
- Eviden: houdt zich meer bezig met nieuwe ontwikkelingen zoals veiligheid, kunstmatige intelligentie en cloudcomputing. Dit onderdeel telt 47.000 medewerkers in 47 landen.

Het hoofdkantoor bevindt zich in Bezons, een voorstad van Parijs. 
Atos is genoteerd aan de Franse beurs Euronext in Parijs en maakt sinds maart 2017 deel uit van de CAC 40 aandelenindex. Vanaf november 2008 tot november 2019 was Thierry Breton bestuursvoorzitter, totdat hij aangedragen werd als de nieuwe EU-commissaris van Frankrijk.

### Benelux
Het is in de Benelux onder meer actief op het vlak van het verwerken van betalingen, IT dienstverlening, Outsourcing, Consulting en Systeem integratie. In 2017 had Atos Benelux 4000 medewerkers (2008: 9000) en bedroeg de jaaromzet rond de € 1 miljard.
In België heeft Atos drie vestigingen, in Zaventem, Huizingen en Herentals.
In Nederland is Atos per juli 2015 gevestigd in Amstelveen (hoofdkantoor Nederland), Eindhoven en Groningen. Belangrijke klanten van Atos zijn onder meer het ministerie van Defensie en de Sociale Verzekeringsbank (SVB), zoals de uitvoering van de AOW-uitkering en de kinderbijslag.

## Geschiedenis
Het bedrijf Atos werd gevormd in 1997 toen twee Franse IT-bedrijven samengingen. In 2000 ging het bedrijf samen met het Nederlandse bedrijf Origin B.V., dat in 1990 was ontstaan toen het Nederlandse BSO en een deel van de interne Philips automatisering samengingen. In 1996 kwam daar nog een aanzienlijk deel van de automatiseringsafdeling van Philips bij. Na de overname in 2000 door de Fransen ging het bedrijf Atos Origin heten. In 2001 werd het KPN datacenter gekocht, gevolgd door KPMG Consulting in 2002 en SchlumbergerSema in 2004. Philips bleef nog aandeelhouder tot 2005.
In 2004 integreerde Atos haar betalings- en online serviceactiviteiten in een nieuwe divisie die de naam Atos Worldline kreeg. In 2014 volgde een gedeeltelijke verkoop, Atos Worldline kreeg een beursnotering waarbij Atos een aandelenbelang van 26,6% afstootte. Stapsgewijs werd het belang verder afgebouwd en in 2020 was het aandelenbelang gedaald naar iets minder dan 4%.
In 2011 nam Atos Origin het Duitse Siemens IT Solutions & Services (SIS) over voor € 850 miljoen. Siemens nam in ruil een aandelenbelang van 15% in Atos Origin. Siemens besteedde ook voor een periode van zeven jaar zijn ict-infrastructuur en applicatiebeheer uit aan Atos Origin, een contract dat een waarde vertegenwoordigde van € 5,5 miljard. SIS had 30.000 medewerkers. Op 1 juli 2011 veranderde de naam van het bedrijf weer terug naar de oude naam Atos.
In mei 2014 kocht Atos de IT-services organisatie Bull voor ongeveer € 620 miljoen. Met de overname versterkte Atos zijn positie binnen het Europese IT-consulting landschap, met name op het gebied van cloudcomputing, big data en cybersecurity. Bull telde 9200 werknemers en een omzet van circa € 1,3 miljard, waarvan de helft werd verdiend in Frankrijk. Atos telde vlak voor de overname 76.300 medewerkers en realiseerde een omzet van € 8,6 miljard. Medio 2014 waren Atos en Bull de nummers 5 en 10 op het gebied van Cloud computing in West-Europa. Na de integratie steeg Atos naar de mondiale nummer 2 positie, achter Amazon, binnen dit zeer winstgevende en snelgroeiende segment.
In december 2014 deed Atos een succesvol bod op de IT Outsourcing (ITO) activiteiten van Xerox. Atos betaalde € 880 miljoen en voegde 9800 werknemers toe in 45 landen, waarvan de helft in de Verenigde Staten. Door de overname verdrievoudigde de Amerikaanse omzet naar € 1,7 miljard.
In december 2017 bracht Atos een bod uit van € 4,3 miljard op branchegenoot Gemalto. De CEO van Atos spreekt van een vriendschappelijk overnamevoorstel, maar Gemalto is nog niet overtuigd. Gemalto maakt vooral chips en software voor beveiliging, die worden toegepast in paspoorten en auto's. Het is ook een belangrijke producent van simkaarten voor mobiele telefoons, een markt die erg onder druk staat. In 2016 realiseerde Gemalto een omzet van € 3,1 miljard en behaalde een winst van € 237 miljoen. Uiteindelijke deed Thales Groep een hoger bod op Gemalto en Atos zag af van verdere stappen.
Vanaf februari 2019 zal Atos een supercomputer kunnen leveren met de naam BullSequana XH2000 die op te waarderen zal zijn tot 1  exaFLOPS in 2020.
In juni 2022 maakte het bedrijf een splitsing bekend. De infrastructuuractiviteiten gaan over in een nieuwe entiteit Tech Foundation (TFCo), maar blijft actief onder de naam Atos. Dit onderdeel heeft lage winstmarges en kampt met verlieslatende contracten in landen met moeilijke marktomstandigheden. De data- en applicatie-activiteiten, inclusief high performance computing, komen te vallen onder een nieuwe entiteit Eviden. Eviden krijgt zo'n € 4,9 miljard aan omzet mee en heeft betere groeivooruitzichten dan het nieuwe Atos. Deze scheiding werd in het tweede halfjaar van 2023 afgerond. De kosten voor deze reorganisatie worden geraamd op € 1,5 miljard over een periode van vijf jaar.
Op 2 november 2023 werd de verkoop van EcoAct aan Schneider Electric afgerond. Hiermee werd een desinvesteringsproces van niet-kernactiviteiten afgerond. Deze verkopen hebben in totaal zo'n € 700 miljoen opgeleverd. Dit verkoopprogramma werd gelijktijdig met de opsplitsing bekendgemaakt in juni 2022.
Vanaf januari 2024 voerde Atos gesprekken met Airbus over de verkoop van het bedrijfsonderdeel Big Data & Security (BDS). Atos rekende op een verkoopopbrengst van € 1,5 tot 1,8 miljard. In maart werden de gesprekken zonder resultaat gestaakt omdat Airbus niet onder de indruk was van de Atos diensten. Dit was een zware tegenvaller voor Atos en de publicatie van de jaarresultaten over 2023 moest worden uitgesteld. In maart 2024 maakte Atos een fors verlies bekend van van € 3,4 miljard over 2023. De resultaten staan al langere tijd onder druk en dit noodzaakt het bedrijf tot reorganisaties en bijzondere waardevermindering op goodwill en immaterieel actief. Deze kosten kwamen in 2023 uit op € 3,5 miljard en verklaren het hoge nettoverlies van dat jaar. Het eigen vermogen van het bedrijf is nagenoeg op nul uitgekomen.
Eind april 2024 kreeg Atos een bod op de bedrijfsonderdelen Advanced Computing, Mission-Critical Systems en Cybersecurity Products. De Franse overheid is bereid deze activiteiten over te nemen en het bod heeft een waarde van € 0,7-1,0 miljard inclusief schulden die worden overgenomen. Deze drie onderdelen behaalden in 2023 een omzet van bijna € 1 miljard. In november 2024 heeft de staat de plannen gewijzigd. Het wil niet langer de cybersecurity activiteiten overnemen en dus minder betalen. Het bod is verlaagd naar € 500 miljoen en als de onderdelen goede resultaten behalen, kan een nabetaling van maximaal € 125 miljoen volgen.
In juni 2024 heeft Atos gekozen voor een reddingsvoorstel van een groep onder leiding van consultancyfirma Onepoint. Bij dat plan wordt € 2,9 miljard aan schulden omgezet in aandelenkapitaal en krijgt het bedrijf € 1,5 miljard aan nieuwe leningen. Onepoint was met een belang van 11% al de grootste aandeelhouder van Atos. Als belanghebbenden instemmen met het plan, krijgt Onepoint 21% van de aandelen Atos in handen. Een groep schuldeisers brengt nog eens € 75 miljoen aan kapitaal in en krijgt in ruil een belang van 9%. Bestaande aandeelhouders zien hun belang verwateren tot minder dan 0,1%. Er was een tweede voorstel van de Tsjechische zakenman Daniel Křetínský, maar ATOS vond het plan van Onepoint gunstiger. Op 26 juni 2024 trok Onepoint het voorstel in. Drie weken later bereikte Atos overeenstemming met een grote groep schuldeisers. De laatste geven de onderneming nieuwe leningen, bestaande schulden worden omgezet in aandelen en er wordt voor € 233 miljoen aan nieuw kapitaal ter beschikking gesteld. De schuldeisers krijgen hiermee bijna alle aandelen Atos in handen na de herstructurering. Verder is afgesproken dat de opbrengsten uit de mogelijke verkopen van bedrijfsonderdelen, Worldgrid en Atos BDS, worden gebruikt om schulden af te lossen mits Atos minstens € 1,1 miljard in kas heeft per jaareinde 2026. Valt dit bedrag lager uit dan mag Atos een deel van deze verkoopopbrengsten behouden.